# Laxou
Laxou är en kommun i departementet Meurthe-et-Moselle i regionen Grand Est i nordöstra Frankrike. Kommunen ligger i kantonen Laxou som tillhör arrondissementet Nancy. År 2022 hade Laxou 15 126 invånare.

## Befolkningsutveckling
Antalet invånare i kommunen Laxou
| Referens: INSEE |